# 神田川 (東京都)
神田川（日语：／ Kandagawa */?），是日本政府列管為一級河川的荒川水系之支流，流經東京都，主流總長24.6公里，流域面積約105.0平方公里。

## 流域之自治體
東京都
三鷹市、杉並區、中野區、新宿區、豐島區、文京區、千代田區、台東區、中央區

## 關連項目
- 外濠 (東京都)
- 神田上水
- 玉川上水

## 外部連結
- 國土交通省京濱河川事務所 （页面存档备份，存于）（日語）